# Cinturão do Arroz

O Rice Belt

O cinturão do arroz (em inglês: Rice Belt) é uma região dos Estados Unidos, informalmente usado para se referir aos estados do Arkansas, Luisiana, Mississippi e Texas, estados que em conjunto produzem grande parte da colheita de arroz do país.

Produção de arroz por condado nos Estados Unidos, em 2010